# Hogräns församling
Hogräns församling var en församling i Visby stift. Församlingen uppgick 2006 i Vall, Hogrän och Atlingbo församling.
Församlingskyrka var Hogräns kyrka.

## Administrativ historik
Församlingen har medeltida ursprung.
Församlingen var till 1 maj 1920 annexförsamling i pastoratet Vall och Hogrän. Från 1 maj 1920 till 1962 var den annexförsamling i pastoratet Stenkumla, Västerhejde, Träkumla, Vall, Hogrän och Atlingbo. Från 1962 till 2006 var den annexförsamling i pastoratet Eskelhem, Tofta, Vall, Hogrän och Atlingbo. Församlingen uppgick 2006 i Vall, Hogrän och Atlingbo församling.
Församlingskod var 098052.